# The Leftovers
The Leftovers és una sèrie de televisió nord-americana creada per Damon Lindelof i Tom Perrotta per al canal HBO. Està basada en la novel·la de Perrotta del mateix títol. L'episodi inicial fou escrit per Lindelof i Perrotta i dirigit per Peter Berg. La sèrie és protagonitzada per Justin Theroux, Amy Brenneman, Christopher Eccleston, Liv Tyler i Chris Zylka, i es va estrenar el 29 de juny de 2014 als Estats Units d'Amèrica. A Espanya fou estrenada el 30 de juny de 2014 per Canal+ Series.

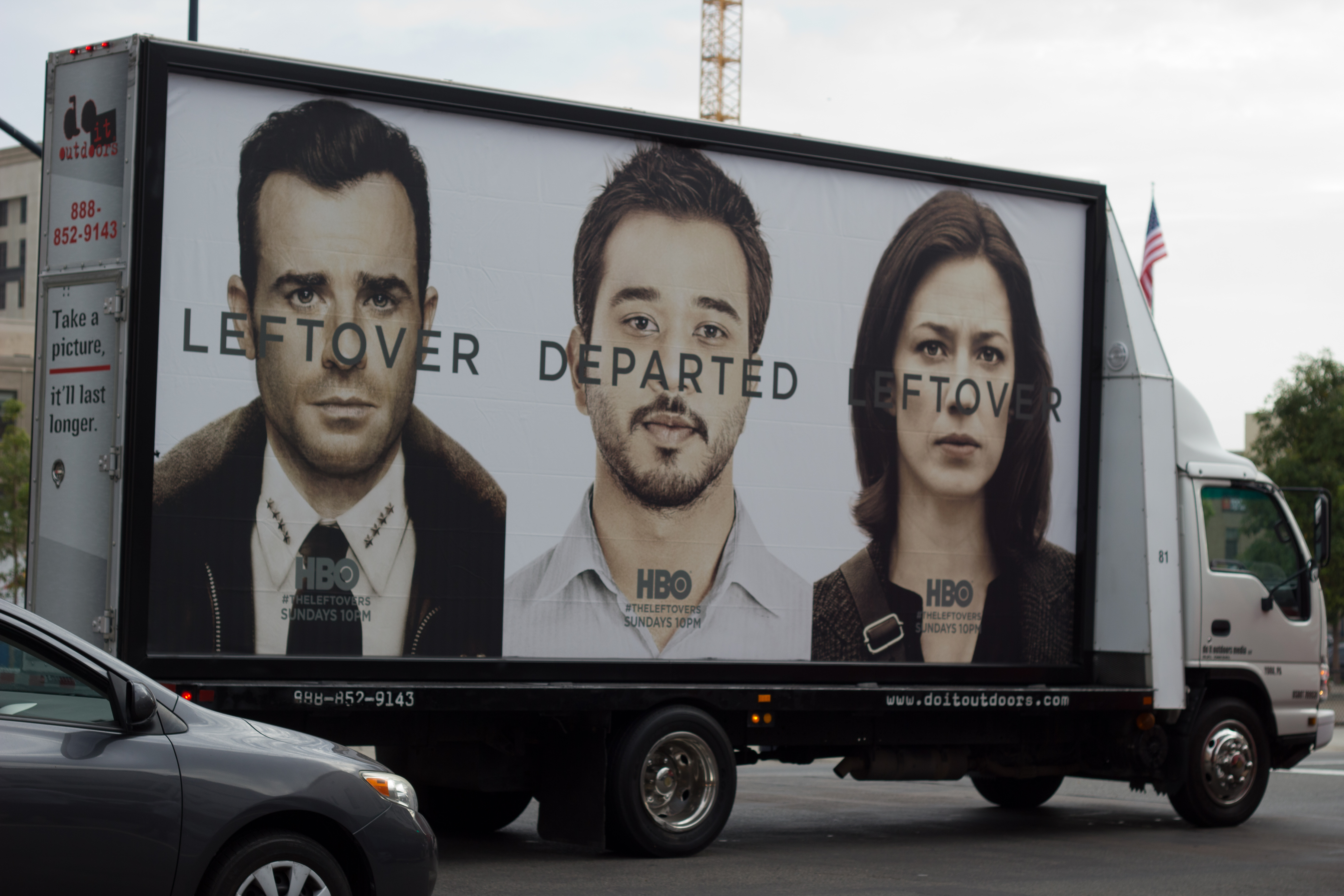
Cartell de la sèrie The Leftovers.

El 13 d'agost de 2014, HBO va anunciar la renovació de la sèrie per una segona temporada. I el 10 de desembre de 2015 HBO va renovar la sèrie per a una tercera i última temporada emesa el 2017.[7]

## Argument
The Leftovers comença tres anys després d'un esdeveniment global anomenat "l'Ascensió", la inexplicable desaparició simultània de 140 milions de persones, el 2% de la població mundial, el 14 d'octubre de 2011. Després de l'esdeveniment, les principals religions perden poder i seguidors i sorgeixen un gran nombre de cultes i sectes, entre els quals destaca el Romanent Culpable (the Guilty Remnant), un grup de nihilistes dirigits per Holy Wayne, un home que creu ser el segon Crist, els quals només vesteixen de blanc, fumen tot el dia i es comuniquen escrivint, no parlen.
La primera temporada gira al voltant de la família Garvey i la seva vida i relacions a la ciutat fictícia de Mapleton, Nova York. Kevin Garvey Jr., és el cap de la policia de la ciutat. La seva dona, la Laurie, s'ha unit al culte del Romanent Culpable. El seu fill Tommy ha marxat de casa per convertir-se en seguidor d'en Holy Wayne i esdevenir un membre important del culte del Romanent Culpable, i la seva filla Jill comença a comportar-se de manera molt impulsiva i a adoptar una actitud molt rebel i desafiant contra ell. Mentrestant, la Nora Durst, vídua per culpa de "l'Ascensió" on va perdre el seu home i els seus dos fills, i el seu germà, el reverend Matt Jamison, lluiten per tractar els seus traumes respectius i adaptar-se a la vida "post ascensió". També segueix la Meg Abbott, una dona que a poc a poc es va introduint al culte del Romanent Culpable amb l'ajuda de Patti Levin, una de les principals guies d'aquest culte a la ciutat de Mapleton. Les vides d'aquests personatges aniran creuant-se i xocant mentre tots es troben en mig d'un conflicte cada cop més gran entre els habitants de la ciutat i els membres del culte del Romanent Culpable.
En la segona temporada, la sèrie canvia d'ubicació, de Mapletown a la ciutat fictícia de Jarden, Texas, l'única ciutat del món on no va desaparèixer ningú durant "l'Ascensió". La família Murphy, veïns dels Garvey en aquesta nova ciutat, esdevindran un peça clau en aquesta segona temporada. El pare, en John, és el cap dels bombers de la ciutat. La seva dona, l'Erika, és una infermera. El seu fill Michael és un sacerdot i la seva filla Evie és un estudiant d'institut amb epilèpsia. La família Garvey, la Nora, i en Matt es traslladen a Jarden poc abans de la desaparició de tres noies joves, la qual és seguida per un pànic massiu i un caos que s'estenen per tota la ciutat, la qual ha esdevingut un lloc sagrat i de veneració per molta gent que hi arriba peregrinant per acampar als seus volta'ns, i força als Garvey i als Murphy a afrontar-se als seus dilemes interiors mentre intenten resoldre el misteri de la desaparició.
La tercera i última temporada té lloc tres anys més tard de l'anterior, el 2018, començant 14 dies abans del setè aniversari de "l'Ascensió". La ubicació de la tercera temporada va canviant de lloc entre Jarden i Melbourne, Austràlia, l'única ubicació real que apareixerà a la sèrie, mentre la majoria dels personatges principals – particularment els Garvey i els Murphy – experimenten viatges emocionals que els fan reflexionar sobre a les seves vides, les seves creences i els esdeveniments que han succeït en les dues temporades anteriors. El pare de Kevin, antic cap de la policia de Mapletown el qual havia estat les dues primeres temporades tancat en un hospital psiquiàtric, és també un dels focus principals d'aquesta última temporada quan embarca en un viatge a Austràlia per complir un propòsit sagrat, mentre el seu camí es va creuant amb els altres personatges que, a poc a poc, van arribant a Austràlia per aclarir els seus dilemes interiors i per intentar respondre a la pregunta principal que planteja la sèrie des del primer episodi, que se n'ha fet del 2% de la població que va desaparèixer durant, "l'Ascensió".

## Personatges

### Personatges principals
- Justin Theroux com Kevin Garvey Jr., Cap de Policia de Mapleton i pare de dos fills que estan intentant mantenir una certa aparença de normalitat en aquest nou món. El trencament de la seva família (cap d'ells, excepte la seva filla nonata, van ser portats per l'Ascensió) fa d'ell algú cada cop més estrany.
- Amy Brenneman com Laurie Garvey, dona de Kevin i mare de Tom i Jill, qui deixa la seva vida anterior per unir-se a la misteriosa secta anomenada ''Culpable Romanent''.
- Christopher Eccleston com Matt Jamison, un reverend i editor d'un tabloide autoeditat que treu a la llum als pecadors. Matt lluita contra la seva incapacitat per acceptar que ell, un bon cristià, no fou portat per l'Ascensió mentres que molts pecadors sí.
- Carrie Coon com Nora Durst, una dona i mare que va perdre al seu marit, fill i filla en l'Ascensió. És la germana de Matt.
- Liv Tyler com Megan Abbott, una dona que quan està a punt de casar-se es converteix en l'objectiu del "Culpable Romanent".
- Chris Zylka com Tom Garvey, fill de Laurie (el qual Kevin havia criat com si fos el seu propi fill), que ha abandonat recentment la universitat i s'ha refugiat amb un misteriós gurú anomenat "Sant Wayne".
- Michael Gaston com a Dean, un home misteriós que sembla haver-se adaptat a la manera de funcionar d'aquest nou món i actua com a acompanyant i ajudant a les ombres d'en Kevin.
- Margaret Qualley com Jill Garvey, filla adolescent d'en Kevin que conviu amb ells, bona estudiant però manté una relació difícil i distant amb el seu pare.
- Amanda Warren com Lucy Warburton, alcaldessa de la ciutat de Mapleton.
- Ann Dowd com Patti Levin, la líder de la secta local "Culpable Romanent".
- Max Carver i Charlie Carver com Adam y Scott Frost, respectivament. Bessons amics de ka Jill Garvey.
- Scott Glenn com Kevin Garvey Sr., pare de Kevin Garvie i antic cap de la policia de Mapleton. Duran les dues primeres temporades està tancat en un psiquiàtric i és un personatge recurrent, però no principal. A la tercera, però, marxa a Austràlia i esdevé un dels personatges amb més rellevància pel desenvolupament del final de la història.
- Regina King com a Erika Murphy, una doctora que treballa en un centre mèdic a Jarden, el poble on es muda la família Garvey a la segona temporada. Els Murphy seran els veïns dels Garvey.
- Kevin Carrol com a John Murphy, el cap dels bombers de Jarden. Acabarà casant-se amb la Laurie Garvey i treballant com a mèdium, per parlar amb els deseparaguts.
- Jovan Adepo com a Michael Murphy, el fill adolescent d'en John i l'Erika.

### Personatges secundaris
- Paterson Joseph com Henry "Sant Wayne" Gilchrest, Jr., un Salvador post-Ascensió que "cura" a la gent de les seves càrregues.
- Frank Harts com Dennis Luckey, un oficial de policia que treballa amb en Kevin.
- Janel Moloney com Mary Jamison, dona de Matt, paralítica després d'un accident ocorregut durant l'Ascensió.
- Marceline Hugot com Gladys, membre de la secta "Culpable Romanent".
- Jasmin Savoy Brown com a Eve Murphy. La filla dels Murphy i bessona d'en Michael. Desapareix misteriosament al començament de la segona temporada i aquesta girarà al voltant de la resolució d'aquest misteri.

## Episodis
| Temporada | Episodis | Emissió original    | Emissió original      |
| Temporada | Episodis | Inici               | Final                 |
| --------- | -------- | ------------------- | --------------------- |
| 1         | 10       | 29 de juny de 2014  | 7 de setembre de 2014 |
| 2         | 10       | 4 d'octubre de 2015 | 6 de desembre de 2015 |
| 3         | 8        | 4 de juny del 2017  | 4 de juny del 2017    |

## Desenvolupament i producció
L'agost de 2011, HBO va adquirir els drets abans de la publicació del llibre. Perrotta va ser contractat com a guionista i productor executiu adjunt, mentre que Ron Yerxa i Albert Berger, només com a productors executius. El juny de 2012 es va anunciar que Damon Lindelof va ser l'escollit per ser el desenvolupador de la sèrie al costat de Perrotta, qui treballa com a productor executiu de la sèrie.
Al febrer de 2013, la HBO va ordenar la realització d'un episodi pilot. El 16 de setembre de 2013, la cadena va anunciar la selecció del pilot per desenvolupar una sèrie, ordenant una primera temporada de 10 episodis. El 3 d'abril es va donar a conèixer que la sèrie seria estrenada el 15 de juny de 2014, però, poc després es va informar que el seu llançament va ser retardat al 29 de juny.

### Càsting
El 4 de juny de 2013, Justin Theroux va ser seleccionat per interpretar a Kevin Garvey. Una setmana després, el 10 de juny, Carrie Coon, Ann Dowd, Christopher Eccleston i Amanda Warren serien anunciats per donar vida a Nora Durst, Patti Levin, Matt Jamison i Lucy Warburton, respectivament. Liv Tyler va ser confirmada com Meg el 18 de juny; mentre que a Charlie i Max Carver els van contractar per interpretar a Scott i Adam Frost, respectivament. El 25 de juny, es va anunciar que Amy Brenneman interpretaria a Laurie, l'esposa d'en Kevin; així com la participació d'Emily Meade com Amy. El 26 de juny es va anunciar que Chris Zylka interpretaria a Tom, el fill d'en Kevin i la Laurie.

### Crèdits inicials
Els crèdits inicials de la primera temporada utilitzen com a banda sonora "The Leftovers (Main Title Theme)", una peça de música original composta per Max Richter, la qual és acompanyada per imatges relacionades amb la sèrie i pintades a l'estil de la Capella Sixtina. La segona temporada, utilitza com a cançó pels crèdits inicials "Let the Mystery Be" d'Iris DeMent. També, canvien les imatges d'aquests crèdits, substituint les imatges pintades a l'estil de la Capella Sixtina, per fotografies en les quals ha desaparegut alguna de les persones que hi sortien, en representació de "l'Ascensió", que és el fenomen principal de la sèrie, i han estat substituïdes per imatges de fenòmens relacionats amb el clima i l'espai com la pluja, una posta de sol, neu, llamps, o les estrelles. Finalment, la tercera temporada de la sèrie aprofita per als crèdits inicials les imatges de la segona temporada. Quant a la música, aquesta varia en cada capítol, des del primer en el qual no n'hi ha fins al penúltim i últim capítol que utilitzen les cançons de la primera i segona temporada.